# Combustibil alternativ

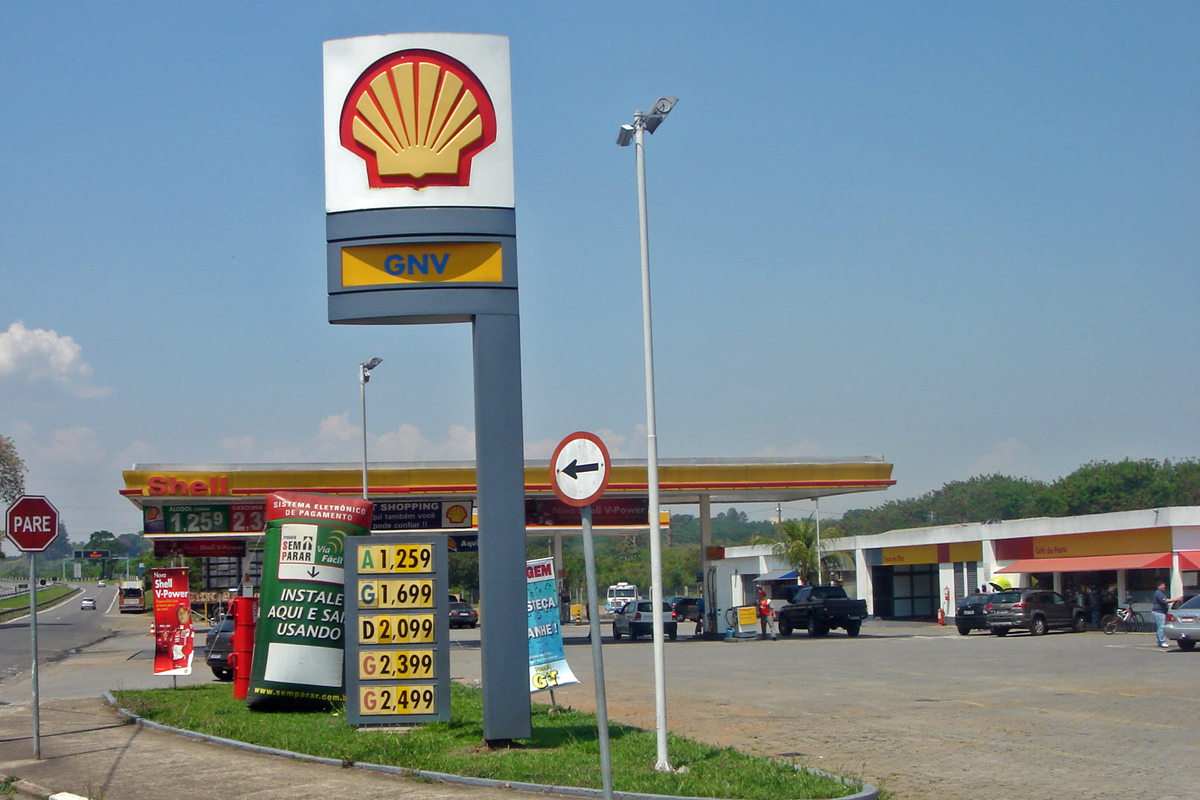
Stație de alimentare tipică din Brazilia care oferă patru tipuri de combustibil alternativ: biodiesel (B3), gasohol (E25), etanol (E100) și gaz natural comprimat (CNG)

Prin combustibil alternativ, sau combustibil neconvențional, se înțelege orice substanță chimică care poate fi folosită drept combustibil, alta decât combustibilii convenționali, proveniți din combustibilii fosili, adică din țiței, cărbune și gaz natural. Sunt considerați combustibili neconvenționali și uraniul și thoriul, precum și radioizotopii artificiali produși în reactoarele nucleare.
O serie de binecunoscuți combustibili alternativi sunt biodieselul, bioalcoolul, metanolul, etanolul, butanolul, hidrogenul, metanul și propanul care nu provin din gazul natural, uleiul vegetal și biomasa. Tot drept combustibil alternativ este asimilată electricitatea stocată chimic în acumulatori sau produsă în pile de combustie.